# Inch nước
Inch nước (đọc: in-sơ nước, tiếng Anh: Inch of water) hay còn có các tên gọi khác như Inch WC, inH2O, inAq, Aq là một đơn vị đo áp suất nằm ngoài hệ đo lường quốc tế SI.
Tại Bắc Mỹ, các khí công nghiệp thường được đo bằng in-sơ nước ở các áp suất thấp và in-sơ thủy ngân (psi) ở các áp suất cao. Hai ví dụ đặc trưng sử dụng in-sơ nước là khi đo áp suất các luồn khí bên trong đại phong cầm và đo áp suất khi ga tại các hộ gia đình. Thông thường, áp suất ga được phân phối đến các hộ gia đình vào khoảng 6-7 Inch WC (~0.25 psi).
1 inAq ≈.036 psi, or 27.7 inAq ≈ 1 psi.
| 1 inH2O                             | = 248.84 pascals (60 °F)[1]           |
|                                     | = 2.4884 mbar or hectopascals (60 °F) |
| = 2.54 cmH2O (4 °C)                 |                                       |
| ≈ 0.0024558598569 atm               |                                       |
| ≈ 1.86645349124 torr or mmHg (0 °C) |                                       |
| ≈ 0.0734824209149 inHg (0 °C)       |                                       |
| ≈ 0.0360911906567 PSI               |                                       |